# 金帝
金帝（1933年1月28日—2016年4月16日），本名程世英，河北磁縣人，國軍康樂隊上士退伍，臺灣演員，曾拍攝過《猛龍過江》、《鬼馬雙星》、《楚留香》等電影及《萬家燈火》、《秋蟬》等電視劇，早年風靡港台兩地，演出的作品上達百部，晚年長期定居於台灣，熱衷參與時下政治活動出席各大場合，並以模仿蔣經國及毛澤東聞名，也曾參與過古寧頭戰役及823砲戰。金帝晚年患有心臟疾病，2016年4月16日因肺炎引起敗血性休克病逝於振興醫院，享壽83歲。

## 家庭
父親為國民革命軍第四軍軍長，舅舅為軍需處處長。並有兩位女兒分別在美國與台灣。

## 影劇

### 電影演出
- 《鑽石花》 (1953) 飾「蕭修」
- 《熱情》 (1956)
- 《冷暖人間》 (1961)
- 《護駕》 (1968)
- 《矇查查發達》 (1968) 飾「飛仔明」
- 《揚子江風雲》 (1969)，導演李翰祥，飾「羅學海」[5]
- 《虎山行》 (1969)
- 《黑旋風》 (1970)
- 《恭喜發財》 (1970)
- 《路客與刀客》 (1970)
- 《殺戒》 (1970)
- 《十八羅漢》 (1970)
- 《異鄉客》 (1970) 飾「馬吉三」
- 《霸行三千里》 (1971)
- 《劍魂》 (1971)
- 《孫悟空再鬧香港》 (1971)
- 《迷你老爺車》 (1971) 飾「會員」
- 《騙術奇譚》 (1971)
- 《蛇王與閻王》 (1972)
- 《風流艷盜》 (1972)
- 《海盜張保仔》 (1972) 飾「王大狼」
- 《今天不上課》(1972)
- 《大軍閥》 (1972)
- 《合氣道》 (1972)
- 《猛龍過江》導演李小龍，飾「昆哥（餐厅伙计）」
- 《五色仙女》 (1972)
- 《黑人物》 (1973)
- 《硬漢功夫》 (1973)
- 《馬路小英雄》 (1973)
- 《麒麟掌》 (1973)
- 《碼頭大決鬥》(1973)
- 《大除害》 (1973)
- 《愛慾奇譚》 (1973)
- 《迎春閣之風波》 (1973)
- 《大蛟龍》 (1973)
- 《翡翠馬》 (1974)
- 《綽頭狀元》 (1974)
- 《販賣人口》 (1974) 飾「司儀」
- 《香港屋簷下》 (1974)
- 《鬼馬雙星》 (1974)
- 《天天報喜》 (1974)
- 《潮州拳王》 (1974) 飾「陳華天」
- 《心魔》 (1974)
- 《花飛滿城春》 (1974)
- 《烏龍賊阿爸》 (1975)
- 《十三號凶宅》 (1975)
- 《驅魔女》 (1975)
- 《阿牛出獄記》 (1975)
- 《橫衝直撞小福星》 (1975)
- 《香港超人》 (1975)
- 《無奇不有》 (1975)
- 《大千世界》 (1975)
- 《賊公計小偷才》 (1975)
- 《二世祖》 (1975)
- 《小山東到香港》 (1975)
- 《拍案驚奇》 (1975)
- 《緣帽唔怕戴》 (1975)
- 《李小龍與我》 (1976) 飾「魯製片」
- 《她》 (1976)
- 《風流小子》 (1976)
- 《溫拿與教授》 (1976)
- 《官人我要》 (1976)
- 《阿茂正傳》 (1976) 飾「導演」
- 《哈哈笑》 (1976) 飾「崔大波」
- 《酒帘》 (1976)
- 《香港艾曼妞》 (1977)
- 《鬼馬姑爺仔》 (1977)
- 《說謊世界》 (1978)
- 《紅樓春上春》 (1978)
- 《盲拳、怪招、神經刀》 (1978)
- 《問你怕未》 (1978)
- 《馬場風暴》 (1978)
- 《出鐘》 (1978)
- 《紮馬》 (1978)
- 《龍形虎步千里追 (1979)
- 《白馬黑七》 (1979)
- 《糊塗福星闖江湖》 (1979)
- 《灣仔四條女》 (1979)
- 《掃黃奇趣錄》 (1979)
- 《好小子的下一招》 (1979)
- 《臭小子》 (1980) 飾「周亞夫」
- 《伙頭小子》 (1980)
- 《至尊威龍》 (1980)
- 《三毛流浪記》 (1980) 飾「朱大爺的手下」
- 《傳奇人物》 (1981)
- 《錢搵錢 (1981)
- 《摩登情報員》 (1981)
- 《阿燦出千》 (1981)
- 《斬手指》 (1981)
- 《別愛陌生人》 (1982)
- 《賣命邊緣》 (1982)
- 《閻王的喜宴》 (1982)
- 《吹牛大王》 (1982)
- 《龍頭老大》(1982)
- 《沙煲兄弟》 (1982)
- 《慧眼識英雄》 (1982)
- 《火龍任務Ａ級計劃 (1983)
- 《1938大驚奇》 (1983)
- 《迷你特攻隊》 (1983)
- 《寶貝尋寶記》 (1983)
- 《天生寶一對》 (1985)
- 《中獎》 (1985)
- 《老虎來了》 (1986)
- 《勇闖江湖 (1986)
- 《歡樂五福星 》(1986)
- 《海潮的故事》 (1986) 飾「老孫」
- 《紅粉情佳人》 (1987)
- 《幽幻道士３》 (1988)
- 《狐仙》 (1990)
- 《花心撞到鬼》 (1990)
- 《異域 (1990) 飾「緬軍官」
- 《福星威龍》 (1991)
- 《聊齋金瓶梅》 (1991)
- 《風塵十三姨》 (1993)
- 《黑虎傳奇之全面獵殺》 (1999)
- 《千禧巨龍》 (1999)
- 《龍.一九七三以後...》 (2004)

### 電視劇
- 《萬家燈火》
- 《秋蟬》

## 外部連結
- 金帝在互联网电影资料库（IMDb）上的資料（英文）
- 金帝在香港影庫上的簡介